# A piedi nudi nel parco (commedia)
A piedi nudi nel parco (Barefoot in the Park) è una commedia teatrale di Neil Simon, rappresentata per la prima volta al Biltmore Theater in anteprima il 21 ottobre 1963. Il 23 dello stesso mese l'opera iniziò regolarmente le repliche fino al 25 giugno 1967, per un totale di 1530 performance.
L'originale messinscena, diretta da Mike Nichols, vide nel cast Elizabeth Ashley nel ruolo di Corie Bratter, Kurt Kasznar in quelli di Victor Velasco, Mildred Natwick nei panni della signora Banks e Robert Redford come Paul Bratter. Herb Edelman e Joseph Keating completavano il cast artistico nei panni rispettivamente del tecnico del telefono e dell'uomo delle consegne. La regia di Mike Nichols gli valse il Tony Award nel 1964 come miglior regista. Altre tre candidature (miglior dramma, miglior attrice e miglior produttore), non portarono il premio.
Nel 1967 ne venne realizzata una versione cinematografica, per la regia di Gene Saks e protagonisti Robert Redford e Jane Fonda.

## Trama
Due sposini, Corie e Paul Bratter, vanno a vivere in un piccolo e spoglio appartamento al quinto piano di un palazzo privo di ascensore. Giovane avvocato lui, serio e convenzionale, dolce ma un po' frivola lei, appassionata e romantica, dopo l'entusiasmo dei giorni della luna di miele il rapporto comincia ben presto a logorarsi. A complicare le cose l'ingombrante presenza della suocera, Ethel Banks, madre di Corie, sempre pronta a criticare sottovoce il comportamento del genero. Nel corso di una cena in cui, oltre ad Ethel,  è presente anche Victor Velasco, il vulcanico e maturo affittuario della mansarda soprastante, l'inconciliabilità dei caratteri dei due sposini deflagra fino a far decidere Corie di metter fine al matrimonio non all'altezza delle sue romantiche aspettative e caccia Paul da casa. Il coniuge deluso dall'infrangersi del sogno finisce per ubriacarsi e camminare a piedi nudi nel parco dimostrando forse per la prima volta quella spontaneità la cui mancanza costituiva la principale accusa della moglie e che aveva determinato la causa scatenante della crisi coniugale.  Quando Corie vede il marito in quello stato capisce di amarlo e che quella parte del suo carattere che aveva detestato era anche la causa del suo innamoramento, la necessità di avere accanto un uomo stabile e fidato che sapesse bilanciare la sua essenza appassionata e romantica. I due giovani si riconcilieranno ed anche i maturi Victor ed Ethel, altrettanto diversi, sembrano aver scoperto tra loro una speciale empatia.
Luogo in cui si svolge la scena: appartamento a Brownstone sulla East 48th Street, New York
- Primo atto:  circa le 17 e 30 di un freddo pomeriggio di febbraio
- Secondo atto – Scena 1°  quattro giorni dopo, alle 19
  - Scena 2°  a tarda notte verso le due di mattina
- Terzo atto:  il giorno seguente alle ore 17